# Gorica Valpovačka
Gorica Valpovačka – wieś w Chorwacji, w żupanii osijecko-barańskiej, w mieście Belišće. W 2011 roku liczyła 165 mieszkańców.